# Тристан
Тристан (в „Британските триади“ е наричан Дристан, син на Талух) е един от главните герои на легендата за Тристан и Изолда и един от рицарите на кръглата маса.
Името на Тристан се появява отначало по време на Средновековието, през XII век в келтския фолклор. Той е племенник на крал Марк. Родителите му - владетелят на Лооноис Ривален и съпругата му Бланшфльор умират докато е малък и той е отгледан в кралския двор и обучаван добре. Той е завършен музикант, владее няколко езика, играе шах, и борави отлично с шпагата и коня. Според легендата Тристан участва в похода за Свещения Граал.
Но Тристан остава най-известен с трагичната си скрита и потайна любов към Изолда, ирландска принцеса, която трябва да се ожени за крал Марк. Макар че различните легенди предлагат различни детайли и интерпретации, развитието на събитията остава практически същото. Тази любовна история предхожда историята на Ланселот и Гуинивир, а най-вероятно я е и вдъхновила.
На Тристан и Изолда са посветени неголямата поема на Мари от Франция „Орлови нокти“, малката поема „Безумието на Тристан“ от неизвестен автор, големият роман в стихове на Берул запазил се обаче в откъси до наши дни. Томас Малори в своя роман „Смъртта на крал Артур“ го е описал като един от най-доблестните рицари на Кръглата маса.
Между 1857 и 1859 година Рихард Вагнер написва операта Тристан и Изолда.